# Luis Versiglia
Luis Versiglia en ital. Luigi Versiglia. (Oliva Gessi (Pavía), 5 de junio de 1873 - Linchow, China, 25 de febrero de 1930), fue un prelado italiano, protomártir de la orden salesiana en China.

## Biografía

### Infancia y juventud
Se marcha de su pueblo, Oliva Gessi, el 16 de septiembre de 1885 a Turín para estudiar con los salesianos de Don Bosco con la intención de ingresar en la universidad en un futuro para ser veterinario. Permanece junto a Don Bosco por dos años y medio, se confiesa con él y tiene el honor de leerle un discurso de su felicitación el día de su última onomástica.
Pocos días después de la muerte de Juan Bosco, el 11 de marzo de 1888, Luis asiste en la Basílica de María Auxiliadora la imposición del crucifijo a los siete misioneros que partían a las misiones. Es aquí cuando decide renunciar a su carrera de veterinario y convertirse en salesiano para ser misionero en un futuro. Entra en el noviciado de Foglizzo ese mismo año, es enviado poco después a la Pontificia Universidad Gregoriana de Roma a estudiar filosofía, también realiza una intensa actividad pastoral en el oratorio del Sagrado Corazón. Se licencia en 1893 y regresa a Foglizzo como asistente y profesor de novicios. El 21 de diciembre de 1895 recibe la ordenación sacerdotal.
Miguel Rúa, primer sucesor de Juan Bosco, decide abrir un noviciado en Genzano, cerca de Roma y decide que Luis Versiglia sea el director y maestro del nuevo noviciado. A pesar de no estar muy conforme con su nuevo cargo, Luis aceptó y permaneció nueve años en Genzano.

### Las misiones

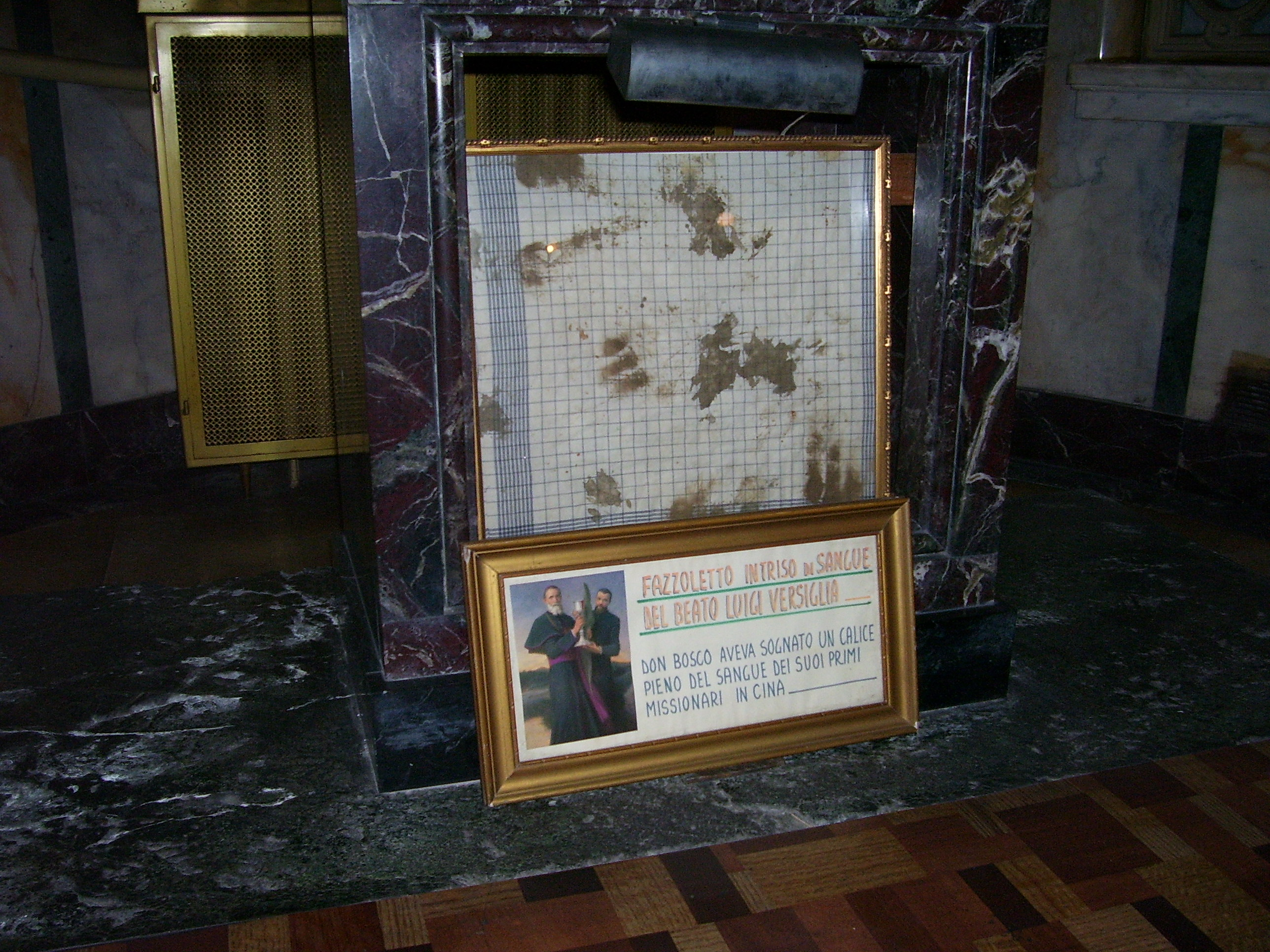
Pañuelo con la sangre del santo en la cripta de la Basílica de María Auxiliadora en Turín

En 1905, Luis estudia idiomas para poder ir de misionero. El 19 de enero de 1906, sale de Italia la primera expedición de misioneros salesianos a China capitaneada por él. El obispo de Macao los acoge calurosamente y los pone al frente de un orfanato que albergará un máximo de 55 muchachos. En 1910, cuando el obispo los traslada a una residencia mayor como agradecimiento a su trabajo, estalla una revolución que provoca la imposición de una dictadura anticlerical en Portugal y sus territorios de ultramar. Las autoridades de Macao no comprenden por qué deben expulsar a los salesianos, pero el 29 de noviembre llega la orden de expulsión y los salesianos se trasladan a Hong Kong.
La diócesis de Macao, no solo comprendía la colonia portuguesa sino también una extensa región del interior de China. El obispo de Macao confía de nuevo a los salesianos un orfanato en el distrito de Heung Shan. Los salesianos llegan a la capital, Heung Chow el 8 de mayo de 1911 donde son recibidos por una gran muchedumbre y con fiestas. El 10 de octubre, el monzón destruye la residencia de Heung Chow y los salesianos de Luis Versiglia se dirigen esta vez a Shek Ki.
En 1912, de Europa llegan nuevos refuerzos y Luis Versiglia decide distribuir a sus hombres en cuatro residencias misioneras. Luis divide su tiempo ente Macao y la misión del Rio de Perlas. En 1915, Luis construye en Macao una obra de mayor dimensión, talleres modernos y una escuela de comercio. En 1918, los salesianos empiezan a trabajar en los distritos más septentrionales de Kwan Tung, por lo que el padre Luis ve triplicado su trabajo.
En 1920, el territorio misionero salesiano es elevado a Vicariato Apostólico, del que Luis Versigglia es elevado a primer obispo el 9 de enero de 1921. En 1922, monseñor Versiglia hace una visita a Italia, donde Calixto Caravario se le ofrece para ayudarle en su labor misionera en China.
En el verano 1926, empiezan quejas en contra del cristianismo y los extranjeros en Shiw Chow. Al año siguiente cuelgan en la escuela Don Bosco dos manifiestos en tela en los que se invita a los alumnos a dejar la escuela cristiana y con insultos hacia los extranjeros. El 13 de diciembre de 1927, las protestas se radicalizan con el incendio de todas las iglesias y misiones de Shiw Chow. En los años siguientes el ambiente es cada vez más hostil y complicado.

### Muerte
El 24 de febrero de 1930, parte con el padre Calixto Caravario y tres alumnas de las salesianas, a Linchow, para hacer obras misioneras en la misión salesiana de dicho pueblo. Al día siguiente durante el viaje son apresados por unos piratas que exigen el pago de un peaje. El padre Caravario y monseñor Versiglia intentan proteger a las jóvenes que viajan con ellos para que los piratas no se aprovechen de ellas. Los piratas fusilan a los dos salesianos y capturan a las chicas. 
Los restos mortales de monseñor Versiglia, de igual forma que los del Padre Caravario, fueron repatriados a Italia.

### Proceso de canonización
En 1976, el papa Pablo VI decreta a Luis Versiglia y a Calixto Caravario mártires de la Iglesia. Fueron beatificados el 15 de mayo de 1983 por el papa Juan Pablo II y canonizados el 1 de octubre de 2000 junto a otros 199 mártires en China.